# 982 Franklina
Franklina (asteroide 982) é um asteroide da cintura principal com um diâmetro de 32,5 quilómetros, a 2,3511434 UA. Possui uma excentricidade de 0,2335926 e um período orbital de 1 962,54 dias (5,38 anos).
Franklina tem uma velocidade orbital média de 17,00525049 km/s e uma inclinação de 13,65356º.
Esse asteroide foi descoberto em 21 de Maio de 1922 por Harry Edwin Wood.